# Armando Vivante
Armando Vivante (3 de diciembre de 1910 - 18 de noviembre de 1996, La Plata, Argentina) fue un geógrafo y antropólogo argentino que se desempeñó como profesor e investigador en la Universidad Nacional de Tucumán, la Universidad de Buenos Aires y la Universidad Nacional de La Plata. En esta última casa de estudios también fue decano y vicedecano de la Facultad de Ciencias Naturales y Museo y director del Museo de La Plata.

## Trayectoria
Armando Vivante se licenció como geógrafo en la Facultad de Filosofía y Letras de la Universidad de Buenos Aires, donde luego obtuvo su doctorado y fue discípulo de José Imbelloni. En 1939 publicaría El Libro de las Atlántidas con este antropólogo italiano como parte de la Biblioteca Humanior del Americanista Moderno, el proyecto editorial que dirigió Imbelloni entre 1936 y 1959.
Entre los años 1947 y 1950 fue docente en la Facultad de Ciencias Culturales y Artes de la Universidad Nacional de Tucumán. En 1947 fue jefe de la Sección Antropología del Instituto de Antropología de esa universidad y se desempeñó como jefe interino de este en 1948, tras la gestión de Enrique Palavecino. Desde ese año hasta 1949 fue profesor adjunto de la asignatura Etnografía General, cuando pasó a estar a cargo del curso de Etnografía nacional y etnogénesis. Desde 1948 a 1950 fue miembro del consejo directivo en esa casa de estudios.
En la Universidad de Buenos Aires fue secretario del Departamento de Ciencias Antropológicas desde 1959 hasta 1961 y profesor asociado en la cátedra de Folclore desde 1960 hasta 1962. También trabajó en el Museo Argentino de Ciencias Naturales Bernardino Rivadavia y en el Museo Etnográfico Juan B. Ambrosetti de la Universidad de Buenos Aires.
En la Facultad de Filosofía y Letras de la Universidad Nacional del Litoral, en la ciudad argentina de Rosario, fue profesor titular de las cátedras de Etnografía Americana y de Etnografía General durante el período 1961.
En 1958 comenzó a dar clases en la Facultad de Ciencias Naturales y Museo de la Universidad Nacional de La Plata, donde continuaría realizando tareas de docencia, investigación y gestión hasta su jubilación en 1983. Allí fue director de licenciatura de Mario Cellone, el sacerdote marista que en 1961 culminó sus estudios en la Facultad de Ciencias Naturales y Museo de la Universidad Nacional de La Plata para convertirse en el primer licenciado en Antropología de Argentina.
En 1958 se convirtió en profesor titular de la cátedra de Etnología General. También fue profesor titular interino en las cátedras de Etnografía Americana y Etnografía del Viejo Mundo entre 1961 y 1967. Hacia el final de su carrera, entre 1980 y 1982, fue profesor titular de la asignatura Antropología Social, lo cual le significó tensiones políticas e intelectuales con sus colegas de la facultad.
Como resultante de sus investigaciones en antropología médica -campo en el cual es considerado un pionero en la antropología argentina-, dictó cursos de antropología en la Facultad de Ciencias Médicas en la misma universidad.
En la Facultad de Ciencias Naturales y Museo se desempeñó también en cargos de gestión. En 1965 fue vicedecano y en 1966 decano de la facultad y director del Museo de La Plata. Por su iniciativa se creó en el mencionado museo a la División Etnografía, de la cual fue el primer Jefe de División desde 1967 hasta su fallecimiento en 1983.

## Líneas de trabajo y discípulos
Vivante, junto a investigadores como Enrique Palavecino, Fernando Márquez Miranda, Eduardo Mario Cigliano, Alberto Rex González y otros, son considerados como la segunda generación de antropólogos del Museo de La Plata. Esta generación comienza con la interrupción de la generación anterior, por la jubilación, alejamiento o muerte de sus miembros (Roberto Lehmann-Nitsche, Luis María Torres, Samuel Lafone Quevedo, Hernan Ten Kate y Félix Outes, entre otros). La política del Museo fue, en ese entonces, incorporar nuevos investigadores a las cátedras y laboratorios, que a su vez comenzaron a agrupar graduados jóvenes como discípulos. Este carácter formativo es distintivo entre la primera generación y la segunda y permitió la formación de líneas, "trayectorias" y grupos  de investigación.
En el caso de la incorporación de Vivante al Museo de La Plata, se trata de un nexo entre la Universidad platense y la porteña. Siguiendo la línea de Palavecino, se constituyó como un referente local en el estudio de las poblaciones indígenas contemporáneas y las comunidades folk -desde la perspectiva del folclore y la etnografía-, temáticas que abordó en las investigaciones y clases realizadas en ambas universidades.
Sus investigaciones abarcan un amplio abanico de temáticas. Inicialmente, en sus años de mayor cercanía con Imbelloni, investigó acerca del poblamiento de América y sus culturas desde la "americanística", con claras influencias de las corrientes teóricas de los círculos culturales de la escuela histórico-culturales alemana y una preponderancia en el uso de fuentes secundarias. Posteriormente, con el desarrollo de su carrera, se orientó hacia la antropología médica, el canibalismo, la magia y muerte por imágenes, las deformaciones craneanas, la utilización de sustancias animales para la producción de armas, la religión, el folclore, la etnogénesis, la relación entre fenómenos biológicos y culturales y los juegos infantiles. Buena parte de sus trabajos estuvieron geográficamente circunscriptos al Noroeste Argentino, especialmente aquellos sobre medicina folk y folclore. A fines de la década de 1960, sus trabajos comenzaron a incursionar en la resolución de problemas prácticos y la utilidad del conocimiento antropológico, particularmente en lo que refiere a los problemas de salud pública. Este momento en sus investigaciones se desarrolló de manera conjunta con las investigaciones de uno de sus discípulos, Néstor Homero Palma.
Los intereses de Vivante se plasmaron a su vez en las líneas de investigación de la División, en donde desde sus primeros años de existencia se generó un grupo de investigadores de diferentes generaciones de antropólogos y antropólogas que realizaban estudios sobre diferentes temáticas: Néstor Homero Palma, Omar Gancedo, Marta Alicia Crivos, María Rosa Martínez, Gustavo Pis Diez, Horacio Sabarots, Juan José Cascardi, María Marta Reca, Laura Apaolaza, María Inés Rey, Stella Maris García, Héctor Blas Lahitte, Amalia Eguía, María Rosa Catullo, entre otros.

## Publicaciones
A lo largo de su vida, Vivante escribió artículos en revistas especializadas como Runa, Revista del Museo de La Plata, Revista Geográfica Americana, Argentina Austral, entre otras.
Asimismo, fue autor y co-autor de libros como El libro de las Atlántidas (junto con José Imbelloni, 1939), Pueblos primitivos de América. Antología anotada de cronistas (1945), La moda de las deformaciones corporales (en colaboración con A. Dembo, 1945), Magia y daño por imágenes en la Sociedad Argentina (junto con Néstor Palma  y prologado por Augusto Cortazar en la primera edición de 1971 y por José Alberto Mainetti en la segunda, de 1991).

## Membresías y reconocimientos
Vivante se caracterizó por su participación en los procesos de institucionalización de las disciplinas científicas. En 1956 fue miembro fundador de la Academia Nacional de Geografía. También formó parte de la Academia Nacional de Ciencias de Buenos Aires, la Sociedad Geográfica de Lima, la Sociedad Científica Argentina, la Sociedad Argentina de Estudios Geográficos, la Sociedad Argentina de Antropología e Historias Médicas.
En la década de 1980, fue nombrado profesor emérito de la Universidad Nacional de La Plata.
El 4 de septiembre de 1986 la Fundación Konex le otorgó el Premio Konex al mérito en Humanidades, considerándolo entre las 100 figuras más importantes de las humanidades en Argentina.